# 蛇の女王エグレ

蛇の女王となったエグレ像。パランガ市

蛇の女王エグレ（へびのじょおうエグレ、リトアニア語: Eglė žalčių karalienė）はリトアニアの伝承である。

## 物語の概要
海底に住まう鍛冶族の王である蛇がいた。ある時、人間の娘たちが水浴をしているのを見かけると、蛇王はその一人のエグレという娘に惚れてしまい、脱ぎ捨ててあった服の上に乗ってとぐろを巻いて、「服を返してほしければ結婚してくれ」と無理難題をふっかけてきた。
結婚を承諾したくないエグレの父親は、蛇王の迎えの馬車に子豚やガチョウを乗せて返そうとするなどとして、娘をなんとしても嫁がせないようにした。しかしついにエグレは蛇王に迎えられ、結婚して女王となり、海底宮殿で豊かな暮らしをおくることになった。
宮殿でエグレは幸せにすごし、蛇王との間に3人の息子と1人の娘も儲けた。しかし海底宮殿での暮らしが長くなると地上が懐かしくなり、子どもたちを連れて里帰りさせて欲しいと蛇王に頼み込んだ。蛇王は迎えに行くときのために、自分を呼び出す呪文を教え、一時的に地上に戻ることを許可した。
地上に戻ったエグレと孫たちを見た親たちは、もう海底宮殿には帰らせたくないと思うようになった。そして蛇王を呼ぶ呪文を巧みに聞きだすと、ひそかに海岸に蛇王を呼び出し、その場で殺してしまった。それを知らないエグレが海底宮殿に帰ろうとして呪文を唱えると、姿形もない真っ赤な血潮のみが噴出した。エグレが驚き悲しみその場で泣き崩れると、3人の息子はそれぞれナラ、トネリコ、白樺に変化し、娘はヤマナラシに変化してしまった。最後にエグレ自身もトウヒの木に変化した。。

## 補説
この伝承は1880年にJ. Jasialaitisによって記録されたが、口述者は不明とされている。リトアニアの特に東部と南部に同様の民話が多数伝えられ、八十余りが記録されている。国民の多くに親しまれ、文学や音楽の素材として繰り返し取り上げられてきた。アールネ・トンプソンのタイプ・インデックスは425Mである。
この伝承は、リトアニアの詩人サロメーヤ・ネリスが1940年に「Eglė žalčių karalienė」として発表したものが有名である（最初に著作物として発表したのはM. Jasewiczで、1837年である）。またバレエではエドゥアルダス・バルスィース (Eduardas Balsys)が1960年に「Eglė žalčių karalienė」として発表している。いずれも題名は「蛇の女王エグレ」である。
伝承の中に出てくる主人公「エグレ」 (Eglė) とは、リトアニアでは女性の名として一般に用いられるほか、「トウヒ」 (eglė) を表す一般名詞としても用いられる。